# Retrograde (single)
Singles de James Blake
A Case of You
(2011)
Retrograde est un single produit par le chanteur et compositeur James Blake. Il est sorti sous forme de téléchargement digital le 11 février 2013, comme single principal du deuxième album studio de Blake, Overgrown (2013). La chanson a été écrite, produite et enregistrée par James Blake et le clip musical réalisé par Martin de Thurah (en).
Le single est apparu pour la première fois dans les clips promotionnels et l'épisode pilote de The Leftovers. Il est aussi mis en avant dans Suits : Avocats sur mesure, Masters of Sex, Affaires non classées et iZombie, ainsi que dans la publicité pour Empire et la bande sonore de Flavor Units "November Rule". La chanson peut également être entendue dans le générique d'ouverture de Tales from the Borderlands.

## Liste des titres
| 1. | Retrograde | 3:43 |

## Performance dans le classement
| Classement (2013)               | Meilleure position |
| ------------------------------- | ------------------ |
| Danemark (Tracklisten)          | 10                 |
| Royaume-Uni (UK Download Chart) | 87                 |

## Historique de sortie
| Région      | Date             | Format                 | Label           |
| ----------- | ---------------- | ---------------------- | --------------- |
| Royaume-Uni | 11 February 2013 | Téléchargement digital | Polydor Records |